# Боцирлеу
Боцирлеу (рум. Boțârlău) — село у повіті Вранча в Румунії. Входить до складу комуни Вултуру.
Село розташоване на відстані 167 км на північний схід від Бухареста, 17 км на південний схід від Фокшан, 55 км на північний захід від Галаца, 138 км на схід від Брашова.

## Населення
За даними перепису населення 2002 року у селі проживали 1229 осіб, з них 1228 осіб (99,9%) румунів. Рідною мовою 1228 осіб (99,9%) назвали румунську.